# Internationaux de France 2021
Internationaux de France 2021 – piąte w kolejności zawody łyżwiarstwa figurowego z cyklu Grand Prix 2021/2022. Zawody odbędą się od 19 do 21 listopada 2021 roku w hali Patinoire Polesud w Grenoble.
W konkurencji solistów zwyciężył Japończyk Yuma Kagiyama, zaś w konkurencji solistek Rosjanka Anna Szczerbakowa. W parach sportowych triumfowali Rosjanie Aleksandra Bojkowa i Dmitrij Kozłowskij, zaś w parach tanecznych reprezentanci gospodarzy Gabriella Papadakis i Guillaume Cizeron.

## Terminarz
| Data         | Godzina   | Konkurencja   | Segment          |
| ------------ | --------- | ------------- | ---------------- |
| 19 listopada | 13:00 CET | Solistki      | Program krótki   |
| 19 listopada | 15:00 CET | Pary taneczne | Taniec rytmiczny |
| 19 listopada | 16:45 CET | Soliści       | Program krótki   |
| 19 listopada | 18:45 CET | Pary sportowe | Program krótki   |
| 20 listopada | 13:08 CET | Solistki      | Program dowolny  |
| 20 listopada | 15:10 CET | Pary taneczne | Taniec dowolny   |
| 20 listopada | 17:00 CET | Soliści       | Program dowolny  |
| 20 listopada | 19:10 CET | Pary sportowe | Program dowolny  |

## Rekordy świata
| Rekordy świata (GOE±5) na moment rozpoczęcia zawodów (stan na 19 listopada 2021): | Rekordy świata (GOE±5) na moment rozpoczęcia zawodów (stan na 19 listopada 2021): | Rekordy świata (GOE±5) na moment rozpoczęcia zawodów (stan na 19 listopada 2021): | Rekordy świata (GOE±5) na moment rozpoczęcia zawodów (stan na 19 listopada 2021): | Rekordy świata (GOE±5) na moment rozpoczęcia zawodów (stan na 19 listopada 2021): | Rekordy świata (GOE±5) na moment rozpoczęcia zawodów (stan na 19 listopada 2021): |
| Konkurencja                                                                       | Segment                                                                           | Zawodnicy                                                                         | Punkty                                                                            | Zawody                                                                            | Data                                                                              |
| --------------------------------------------------------------------------------- | --------------------------------------------------------------------------------- | --------------------------------------------------------------------------------- | --------------------------------------------------------------------------------- | --------------------------------------------------------------------------------- | --------------------------------------------------------------------------------- |
| Soliści                                                                           | Nota łączna                                                                       | Nathan Chen                                                                       | 335,30                                                                            | Finał Grand Prix 2019                                                             | 7 grudnia 2019                                                                    |
| Soliści                                                                           | Program dowolny                                                                   | Nathan Chen                                                                       | 224,92                                                                            | Finał Grand Prix 2019                                                             | 7 grudnia 2019                                                                    |
| Soliści                                                                           | Program krótki                                                                    | Yuzuru Hanyū                                                                      | 111,82                                                                            | Mistrzostwa czterech kontynentów 2020                                             | 7 lutego 2020                                                                     |
| Solistki                                                                          | Nota łączna                                                                       | Kamiła Walijewa                                                                   | 265,08                                                                            | Skate Canada International 2021                                                   | 30 października 2021                                                              |
| Solistki                                                                          | Program dowolny                                                                   | Kamiła Walijewa                                                                   | 180,89                                                                            | Skate Canada International 2021                                                   | 30 października 2021                                                              |
| Solistki                                                                          | Program krótki                                                                    | Alona Kostornoj                                                                   | 85,45                                                                             | Finał Grand Prix 2019                                                             | 6 grudnia 2019                                                                    |
| Pary sportowe                                                                     | Nota łączna                                                                       | Sui Wenjing / Han Cong                                                            | 234,84                                                                            | Mistrzostwa świata 2019                                                           | 21 marca 2019                                                                     |
| Pary sportowe                                                                     | Program dowolny                                                                   | Sui Wenjing / Han Cong                                                            | 155,60                                                                            | Mistrzostwa świata 2019                                                           | 21 marca 2019                                                                     |
| Pary sportowe                                                                     | Program krótki                                                                    | Aleksandra Bojkowa / Dmitrij Kozłowskij                                           | 82,34                                                                             | Mistrzostwa Europy 2020                                                           | 22 stycznia 2020                                                                  |
| Pary taneczne                                                                     | Nota łączna                                                                       | Gabriella Papadakis / Guillaume Cizeron                                           | 226,61                                                                            | NHK Trophy 2019                                                                   | 23 listopada 2019                                                                 |
| Pary taneczne                                                                     | Taniec dowolny                                                                    | Gabriella Papadakis / Guillaume Cizeron                                           | 136,58                                                                            | NHK Trophy 2019                                                                   | 23 listopada 2019                                                                 |
| Pary taneczne                                                                     | Taniec rytmiczny                                                                  | Gabriella Papadakis / Guillaume Cizeron                                           | 90,03                                                                             | NHK Trophy 2019                                                                   | 22 listopada 2019                                                                 |

## Wyniki

### Soliści
| Poz. | Zawodnik            | Nota łączna | SP | SP     | FS | FS     |
| ---- | ------------------- | ----------- | -- | ------ | -- | ------ |
| 1    | Yuma Kagiyama       | 286,41      | 1  | 100,64 | 1  | 185,77 |
| 2    | Shun Satō           | 264,99      | 4  | 87,82  | 3  | 177,17 |
| 3    | Jason Brown         | 264,20      | 3  | 89,39  | 4  | 174,81 |
| 4    | Deniss Vasiļjevs    | 254,48      | 2  | 89,76  | 7  | 164,72 |
| 5    | Dmitrij Alijew      | 253,56      | 5  | 85,05  | 5  | 168,51 |
| 6    | Keegan Messing      | 253,06      | 6  | 85,03  | 6  | 168,03 |
| 7    | Andriej Mozalow     | 248,54      | 9  | 68,77  | 2  | 179,77 |
| 8    | Adam Siao Him Fa    | 243,29      | 7  | 84,47  | 9  | 158,82 |
| 9    | Kévin Aymoz         | 228,08      | 12 | 63,98  | 8  | 164,10 |
| 10   | Artur Danijelan     | 221,50      | 8  | 76,81  | 11 | 144,69 |
| 11   | Romain Ponsart      | 212,27      | 10 | 66,38  | 10 | 145,89 |
| 12   | Gabriele Frangipani | 184,27      | 11 | 66,33  | 12 | 117,94 |

### Solistki
| Poz. | Zawodniczka         | Nota łączna | SP  | SP    | FS  | FS     |     |
| ---- | ------------------- | ----------- | --- | ----- | --- | ------ | --- |
| 1    | Anna Szczerbakowa   | 229,69      | 1   | 77,94 | 1   | 151,75 |     |
| 2    | Alona Kostornoj     | 221,85      | 2   | 76,44 | 2   | 145,41 |     |
| 3    | Wakaba Higuchi      | 204,91      | 6   | 63,87 | 3   | 141,04 |     |
| 4    | Ksienija Sinicyna   | 198,76      | 3   | 69,89 | 6   | 128,87 |     |
| 5    | Karen Chen          | 194,00      | 5   | 64,67 | 5   | 129,33 |     |
| 6    | Mariah Bell         | 190,79      | 10  | 60,81 | 4   | 129,98 |     |
| 7    | Jekatierina Riabowa | 186,65      | 7   | 63,34 | 8   | 123,31 |     |
| 8    | Park Yeon-jeong     | 186,11      | 4   | 67,00 | 9   | 119,11 |     |
| 9    | Yuhana Yokoi        | 176,93      | 11  | 52,32 | 7   | 124,61 |     |
| 10   | Lee Hae-in          | 171,32      | 8   | 63,18 | 10  | 108,14 |     |
| 11   | Léa Serna           | 170,33      | 9   | 62,75 | 11  | 107,58 |     |
| WD   | Starr Andrews       | DNS         | DNS | DNS   | DNS | DNS    | DNS |

### Pary sportowe
| Poz. | Zawodnicy                               | Nota łączna | SP  | SP    | FS  | FS     |
| ---- | --------------------------------------- | ----------- | --- | ----- | --- | ------ |
| 1    | Aleksandra Bojkowa / Dmitrij Kozłowskij | 216,96      | 1   | 77,17 | 1   | 139,79 |
| 2    | Julija Artiemjewa / Michaił Nazaryczew  | 205,15      | 2   | 73,02 | 2   | 132,13 |
| 3    | Alexa Knierim / Brandon Frazier         | 201,69      | 4   | 70,15 | 3   | 131,54 |
| 4    | Vanessa James / Eric Radford            | 196,34      | 3   | 71,84 | 4   | 124,50 |
| 5    | Rebecca Ghilardi / Filippo Ambrosini    | 176,19      | 5   | 64,60 | 5   | 111,59 |
| 6    | Ioulia Chtchetinina / Márk Magyar       | 152,76      | 7   | 52,26 | 6   | 100,50 |
| 7    | Camille Kowalew / Pawieł Kowalew        | 151,98      | 6   | 55,25 | 8   | 96,73  |
| 8    | Coline Keriven / Noël-Antoine Pierre    | 149,48      | 8   | 51,93 | 7   | 97,55  |
| WD   | Peng Cheng / Jin Yang                   | DNS         | DNS | DNS   | DNS | DNS    |
| WD   | Wang Yuchen / Huang Yihang              | DNS         | DNS | DNS   | DNS | DNS    |

### Pary taneczne
| Poz. | Zawodnicy                                      | Nota łączna | RD  | RD    | FD  | FD     |
| ---- | ---------------------------------------------- | ----------- | --- | ----- | --- | ------ |
| 1    | Gabriella Papadakis / Guillaume Cizeron        | 221,25      | 1   | 89,08 | 1   | 132,17 |
| 2    | Piper Gilles / Paul Poirier                    | 203,16      | 2   | 81,35 | 2   | 121,81 |
| 3    | Aleksandra Stiepanowa / Iwan Bukin             | 200,29      | 3   | 79,89 | 3   | 120,40 |
| 4    | Jewgienija Łopariowa / Geoffrey Brissaud       | 175,94      | 5   | 69,23 | 4   | 106,71 |
| 5    | Christina Carreira / Anthony Ponomarenko       | 175,91      | 4   | 70,74 | 7   | 105,17 |
| 6    | Annabelle Morozow / Andriej Bagin              | 172,32      | 6   | 68,45 | 8   | 103,87 |
| 7    | Juulia Turkkila / Matthias Versluis            | 171,02      | 7   | 64,62 | 5   | 106,40 |
| 8    | Allison Reed / Saulius Ambrulevičius           | 169,83      | 8   | 64,43 | 6   | 105,40 |
| 9    | Loïcia Demougeot / Théo Le Mercier             | 156,61      | 9   | 63,95 | 10  | 92,66  |
| 10   | Jennifer Janse van Rensburg / Benjamin Steffan | 154,09      | 10  | 57,14 | 9   | 96,95  |
| WD   | Adelina Galyavieva / Louis Thauron             | DNS         | DNS | DNS   | DNS | DNS    |